# Łazy (Beskid Żywiecki)
Łazy lub Juraszkowa (1003 m) – szczyt w Grupie Lipowskiego Wierchu i Romanki w Beskidzie Żywiecko-Orawskim. Są tutaj w bliskiej od siebie odległości dwa wierzchołki; ok. 1022 m i 1003 m, wyższy jest bezimienny, nazwę Łazy ma niższy wierzchołek z punktem triangulacyjnym, obydwa znajdują się w grzbiecie Romanki, który poprzez Majcherkową i Kotarnicę biegnie w kierunku północno-wschodnim. Na Łazach grzbiet rozdziela się na dwa ramiona; krótkie wschodnie opadające do doliny potoku Sopotnia i nieco dłuższe północno-zachodnie opadające do doliny potoku Sopotnianka. Ramię wschodnie oddziela dolinę Potoku Pierlaków (dopływ Sopotni) od doliny potoku Rakowego (dopływ Sopotnianki). Przeciwległe zbocza zachodnie opadają do doliny Sopotnianki.
Nazwa Łazy bardzo często występuje w polskim nazewnictwie jako nazwa miejscowości ich części, wzniesień, lasów, łąk, pól i innych. Pochodzi od słowa łazy oznaczającego pole uprawne otrzymane z lasu przez jego wypalenie lub wykarczowanie.
Grzbietem Łazów biegnie granica między miejscowościami Sopotnia Mała (stoki zachodnie) i Sopotnia Wielka (stoki wschodnie) – obydwie w województwie śląskim, w powiecie żywieckim, w gminie Jeleśnia. Obecnie Łazy są porośnięte lasem, dawniej jednak znajdowało się na nich wiele polan. Na mapie Geoportalu zaznaczone są na stokach i na grzbiecie Łazy – Kotarnica polany: Jaworzyna, Juraszkowa, Pietruszówka, Kodasówka, Cięciówka. Pod koniec XIX wieku Żywiecczyzna była tak przeludniona, że na potrzeby pasterstwa wytworzono na stokach gór liczne i intensywnie eksploatowane polany i hale, Góry były znacznie bardziej bezleśne niż dzisiaj. Obecnie z powodu nieopłacalności ekonomicznej pasterstwo załamało się, polany i hale albo zostały zalesione, albo pozostawione swojemu losowi i samorzutnie zarastają lasem.
Na Łazach znajdują się dwie jaskinie; Jaskinia w Sopotni Wielkiej i Jaskinia Wickowa. Jaskinia w Sopotni Wielkiej jest jedną z największych jaskini w całym Beskidzie Żywieckim.

## Szlaki turystyczne
Sopotnia Mała – Łazy – Kotarnica – Romanka